# Povos nativos da Bolívia
A Bolívia possui diversas culturas e línguas nativas.
Cerca de metade dos 10 milhões de bolivianos se identificam com uma das diversas culturas nativas, enquanto que a outra metade se identificam como descendentes de europeus ou como mestiços que perderam os vínculos com as culturas nativas.
As culturas nativas da Bolívia podem ser agrupadas de acordo com 3 regiões geográficas habitadas pelos respectivos povos nativos:
1. aqueles que habitam no altiplano e nas montanhas da Cordilheira dos Andes, o oeste do país;
2. aqueles que habitam na amazônia boliviana, no leste e nordeste do país;
3. aqueles que habitam na região seca do Chaco, no sudeste do país.

Além das culturas nativas esse artigo relaciona culturas não nativas que tem características diversas dos bolivianos que vivem nas principais cidades, como, por exemplo os afrobolivianos e os menonitas

## Região andina
| Denominação | População                                                  | Principais regiões habitadas                                                      | Língua         | Principais atividades econômicas                                                           |
| ----------- | ---------------------------------------------------------- | --------------------------------------------------------------------------------- | -------------- | ------------------------------------------------------------------------------------------ |
| quéchuas    | superior a 2,5 milhões (povo nativo mais populoso)         | áreas próximas a Chuquisaca, Cochabamba, Potosi, Oruro e La Paz                   | língua quéchua | agricultura, cultivando inúmeras variedades de milho e batatas, quinoa e outros tubérculos |
| aimarás     | superior a 2,0 milhões (segundo povo nativo mais populoso) | próximas a La Paz, Oruro e Potosi                                                 | língua aimará  | agricultura, pecuária, mineração, pesca, artesanato e comércio.                            |
| uru-urus    | inferior à 3.000                                           | áreas próximas a La Paz e Oruro, que recebeu esse nome em decorrência dessa etnia | língua uru     | pecuária e produção de artesanato                                                          |

## Região do Chaco
| Denominação | População                                                   | Principais regiões habitadas                                        | Língua                | Principais atividades econômicas                                                                                            |
| ----------- | ----------------------------------------------------------- | ------------------------------------------------------------------- | --------------------- | --- |
| guaranis    | pouco inferior a 180 mil (quarto povo nativo mais populoso) | próximas a Santa Cruz de la Sierra, Chuquisaca e Tarija             | língua guarani        | agricultura (cultivando milho, arroz, feijão, cana de açúcar, algodão, mandioca, etc.) e produção de artesanato com tecidos |
| tapietes    | inferior à 70                                               | uma pequena cidade próxima à Villamontes, no Departamento de Tarija | semelhante ao guarani | pesca, coleta e agricultura                                                                                                 |
| weenhayeks  | superior à 2 mil                                            | Yacuiba no Departamento de Tarija                                   | língua weenhayek      | pesca, a coleta, a agricultura de subsistência e o artesanato                                                               |

## Região amazônica
| Denominação    | População | Principais regiões habitadas | Língua                                                         | Principais atividades econômicas |
| -------------- | --- | --- | -------------------------------------------------------------- | --- |
| afrobolivianos | cerca de 20 mil | floresta tropical de Yungas, ao norte de La Paz                                                                                 | espanhol ou aimará                                             | agricultura, produzindo folha de coca, mandioca, banana, frutas cítricas e arroz perto de Coroico - não são propriamente um povo nativo, mas descendentes de escravos africanos que perderam os vínculos com suas tradições africanas há séculos           |
| araonas        | cerca de 120 | nas proximidades de Ixiamas, no Departamento de La Paz                                                                          | língua tacana                                                  | caça, pesca, coleta de frutas e castanhas |
| ayoreos        | inferior a 1.800 | na região dos Chiquitos no Departamento de Santa Cruz de la Sierra                                                              | língua ayoreo, que pertencem à família da língua zamuco        | agricultura de subsistência e muitas vezes podem ser vistos vendendo artesanato nas ruas de Santa Cruz de la Sierra e Concepción |
| baures         | Estima-se que sua população, na época das missões jesuíticas, era de mais de 16 mil indivíduos, entretanto, sua população atual é inferior a mil | proximidades do Rio Iténez, no Departamento de Beni                                                                             | uma língua arauque                                             | agricultura de subsistência e produzem chocolate artesanal |
| canichanas     | inferior a 500 | em pequenas aldeias nas proximidades de San Javier no Departamento de Beni                                                      | língua isolada                                                 | produzem produtos agrícolas como arroz, milho, feijão, mandioca e bananas |
| cavineños      | cerca de 1.700 | Departamentos de Beni e de Pando, nas proximidades dos rios Madre de Dios e Manuripi                                            | língua tacana                                                  | agricultura de subsistência, pecuária e coleta |
| cayubabas      | - | Província de Yacuma, no Departamento de Beni                                                                                    | língua cayubaba                                                | agricultura de subsistência, cultivando arroz, milho, feijão, abóbora e mandioca; e à pecuária |
| chacobos       | inferior a 500 | nas proximidades de Riberalta, no Departamento de Beni                                                                          | língua pano                                                    | cultivam/coletam castanhas do Pará, palmito, arroz, milho e mandioca |
| chimanés       | - | províncias de Ballivián, Moxos e Yacuma                                                                                         | língua chiman                                                  | pesca e ao extrativismo de madeira e palmito |
| chiquitos      | superior a 180 mil (terceiro maior povo nativo)                                                                                                  | região de chiquitos no Departamento de Santa Cruz                                                                               | língua chiquitana                                              | agricultura, cultivando milho, arroz, mandioca, algodão e bananas - os jesuítas os agruparam em diversas reduções que atualmente tem sua importância histórica reconhecida pela Unesco                                                                     |
| esse-ejjas     | inferior a 500 | nas proximidades do Rio Madre de Dios, no Departamento de Pando                                                                 | língua tacana                                                  | caça, pesca e coleta de ovos de tartaruga, mel e frutas |
| guarasugwes    | inferior a 500 | Magdalena, no Departamento de Beni                                                                                              | língua guarani                                                 | caça, pesca e coleta. |
| guaraios       | cerca de 10 mil | Guarayos, no norte do Departamento de Santa Cruz em inúmeras aldeias próximas de Urubichá                                       | língua guarani                                                 | agricultura de subsistência e pecuária |
| itonamas       | cerca de 3 mil | Iténez e Mamoré no Departamento de Beni                                                                                         | língua isolada                                                 | cultivam milho, mandioca, banana, frutas cítricas, etc. |
| joaquinianos   | pouco superior a 3 mil | nas proximidades do Rio Mamoré no Departamento de Beni                                                                          | uma língua arauque                                             | Cultivam milho, arroz, mandioca e bananas. |
| lecos          | cerca de 2.800 | nas províncias de Larecaja e Franz Tamayo no Departamento de La Paz                                                             | língua leco, também conhecida como lapa lapa                   | pecuária, agricultura e silvicultura |
| machineris     | menos de 200 | cidade de San Miguel no Departamento de Pando                                                                                   | uma língua arauque                                             | caça, pesca e coleta |
| maropas        | pouco inferior a 4.500 | várias comunidades da Província de Ballivián, no Departamento de Beni                                                           | língua tacana                                                  | agricultura de subsistência, pecuária e silvicultura |
| morés          | cerca de 100 | nas proximidades do Rio Mamoré no Departamento de Beni                                                                          | língua chapacura                                               | cultivam arroz, milho, mandioca e bananas |
| moseténs       | inferior a 1.600 | Província de Sud Yungas no Departamento de La Paz e Província de Ballivián no Departamento de Beni                              | língua isolada                                                 | cultivo de milho, feijão, vegetais e frutas |
| movimas        | superior a 10 mil | Província de Yacuma no departamento de Beni                                                                                     | língua isolada                                                 | cultivo de milho, arroz, feijão, mandioca, bananas, abóbora e batatas doces |
| moxos          | cerca de 80.000 | Departamento de Beni | uma língua arauque                                             | agricultura - estima-se que no passado esse povo chegou a ter 8 milhões de indivíduos, destacam-se pelas obras hidráulicas como barragens, áreas elevadas e canais de irrigação/drenagem                                                                   |
| nahuas         | pequena | nas proximidades do Rio Manuripi, no Departamento de Pando                                                                      | língua nahua                                                   | caça e coleta |
| pacahuaras     | inferior a 30 | nas nas aldeias de "Tujuré" e "Santa Ana" nas proximidades de Riberalta, na fronteira entre os departamentos de Beni e de Pando | língua pano                                                    | coleta de castanhas do Pará e palmito - Estima-se que eles eram muito numerosos, mas resistiram ferozmente às tentativas de evangelização e sua população foi dizimada pelos espanhóis que os escravizaram para trabalhar em fazendas produzindo borracha. |
| sirionós       | cerca de 300 | Comunidade de Iviató no Departamento de Beni                                                                                    | língua sirionó que pertence à família linguística tupi-guarani | caça, pesca e coleta de mel |
| tacanas        | superior a 7.000 | Departamentos de La Paz e Beni                                                                                                  | língua tacana                                                  | cultivo de arroz, mandioca, bananas e outras frutas - Antes da chegada dos espanhóis, essa cultura sofreu devido à ação dos incas |
| toromonas      | - | nômades que habitam na Província de Iturralde                                                                                   | língua isolada                                                 | Não foi feito nenhum contato real com esse povo. |
| yaminahuas     | inferior a 150 | Província de Nicolás Suárez no Departamento de Pando                                                                            | língua pano                                                    | caça, pesca e coleta |
| yuquis         | inferior a 250 | nas proximidades do Parque Nacional Carrasco em Cochabamba                                                                      | língua guarani                                                 | caça, pesca, coleta e produção de artesanato (arcos, flechas, bolsas e redes) |
| yuracarés      | cerca de 2.800 | províncias do Chapare e de Carrasco no Departamento de Cochabamba                                                               | língua yuracaré                                                | agricultura de subsistência |